# Binnenhof (sneltramhalte)
Binnenhof is een sneltramhalte en eindpunt van de Rotterdamse metrolijn A in de wijk Ommoord.
De halte Binnenhof ligt aan het einde en lus van de voormalige Ommoordse busbaan en werd geopend op 28 mei 1983, toen de toenmalige Oost-Westlijn vanaf Capelsebrug als sneltram werd verlengd naar de wijk Ommoord. Daarna was het het eindpunt van de Ommoord-tak van de oost-westlijn, en sinds eind 2009 het eindpunt van metrolijn A. Er is goed zicht op Romeynshof.

## Kenmerken

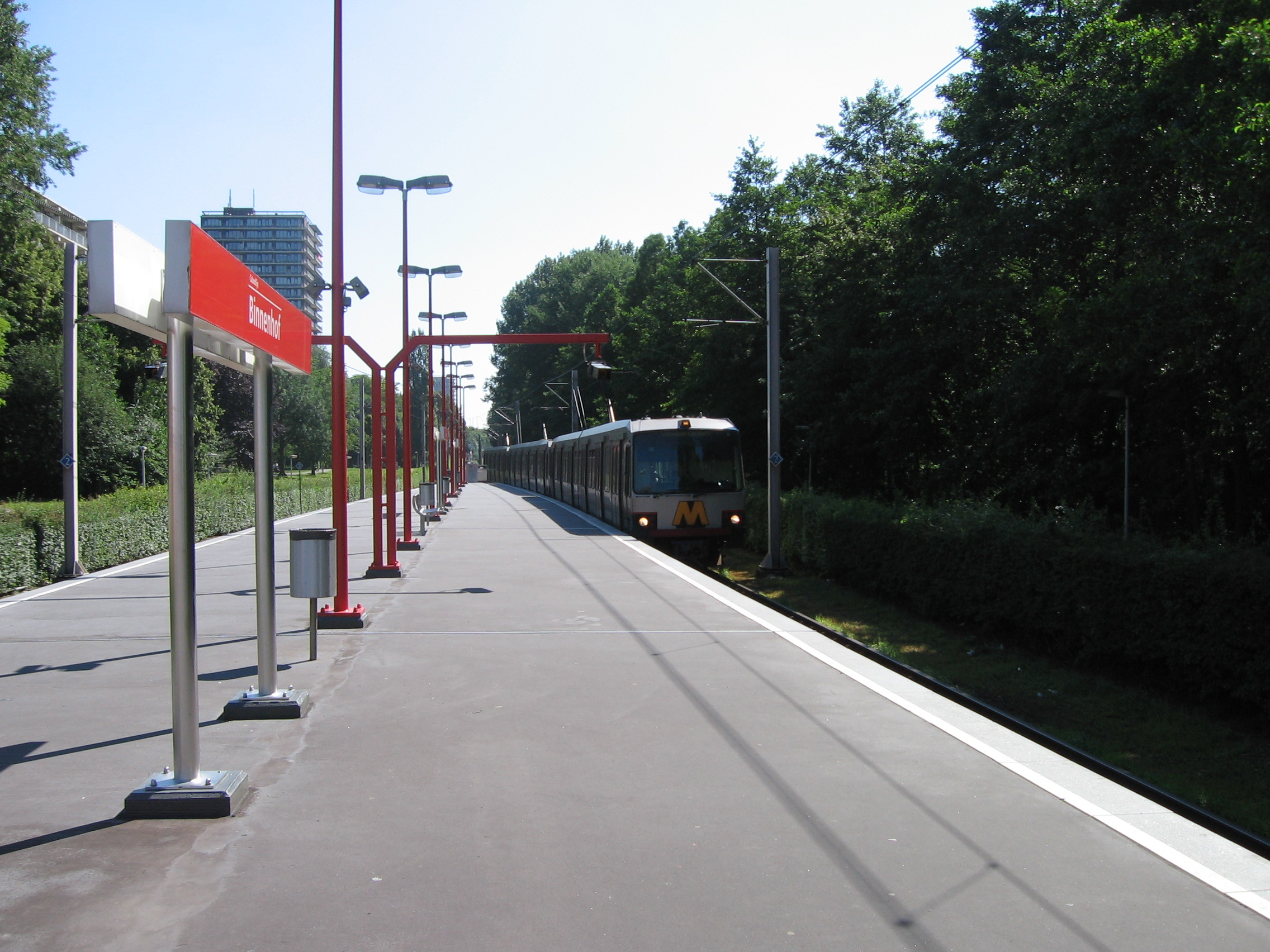
De halte in zijn 'oude' huisstijl.

De halte ziet er voor het grootste deel hetzelfde uit als halte De Tochten. Er bevindt zich een kantoortje vanwaar men overzicht over het station heeft. Omdat het een sneltramhalte betreft, zijn er geen tourniquets aanwezig. Er zijn twee sporen in en een eilandperron. Spoor 1 van het station wordt altijd gebruikt. Spoor 2 wordt alleen gebruikt als er op spoor 1 nog een metrotrein staat.
De halte is gelegen bij winkelcentrum Binnenhof.

## Dienstregeling
Vanaf halte Binnenhof vertrekken alleen metro's met als eindpunt Schiedam Centrum. Na 19:30 en op zaterdag- en zondagochtend rijden de metro's tot aan Kralingse Zoom en rond middernacht rijden de laatste metro's door tot aan station Alexander. Na de opening van de Beneluxlijn reed op bepaalde momenten een deel van de metro's vanuit Binnenhof door tot aan De Akkers in Spijkenisse. Sinds eind 2005 komt dit echter niet meer voor. De zelfstandigheid van het traject Binnenhof - Schiedam Centrum wordt sinds eind 2009 op de lijnenkaart aangegeven door de lijn apart te nummeren: metrolijn A.

## Foto's

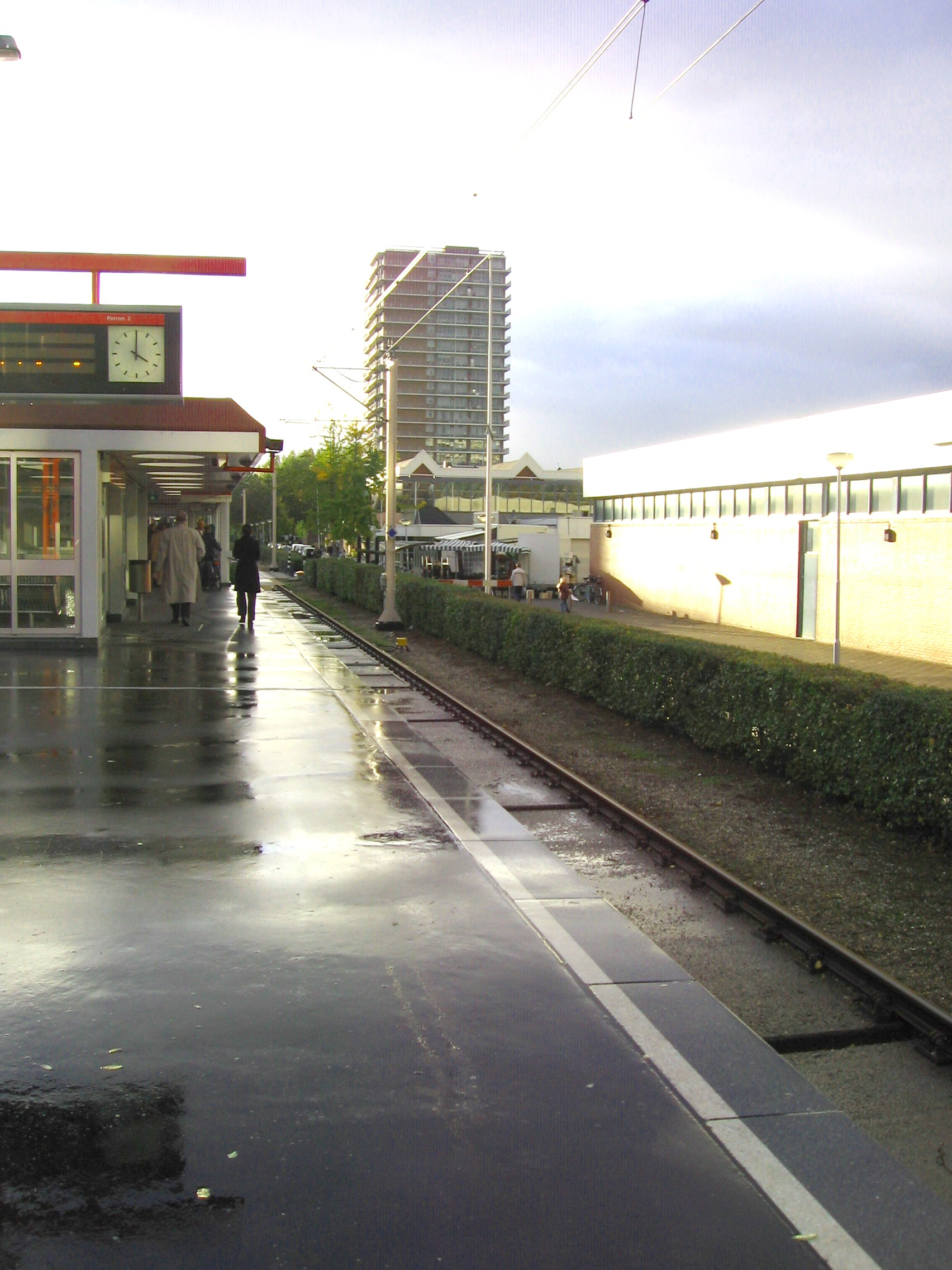
Perron 2 van halte Binnenhof.
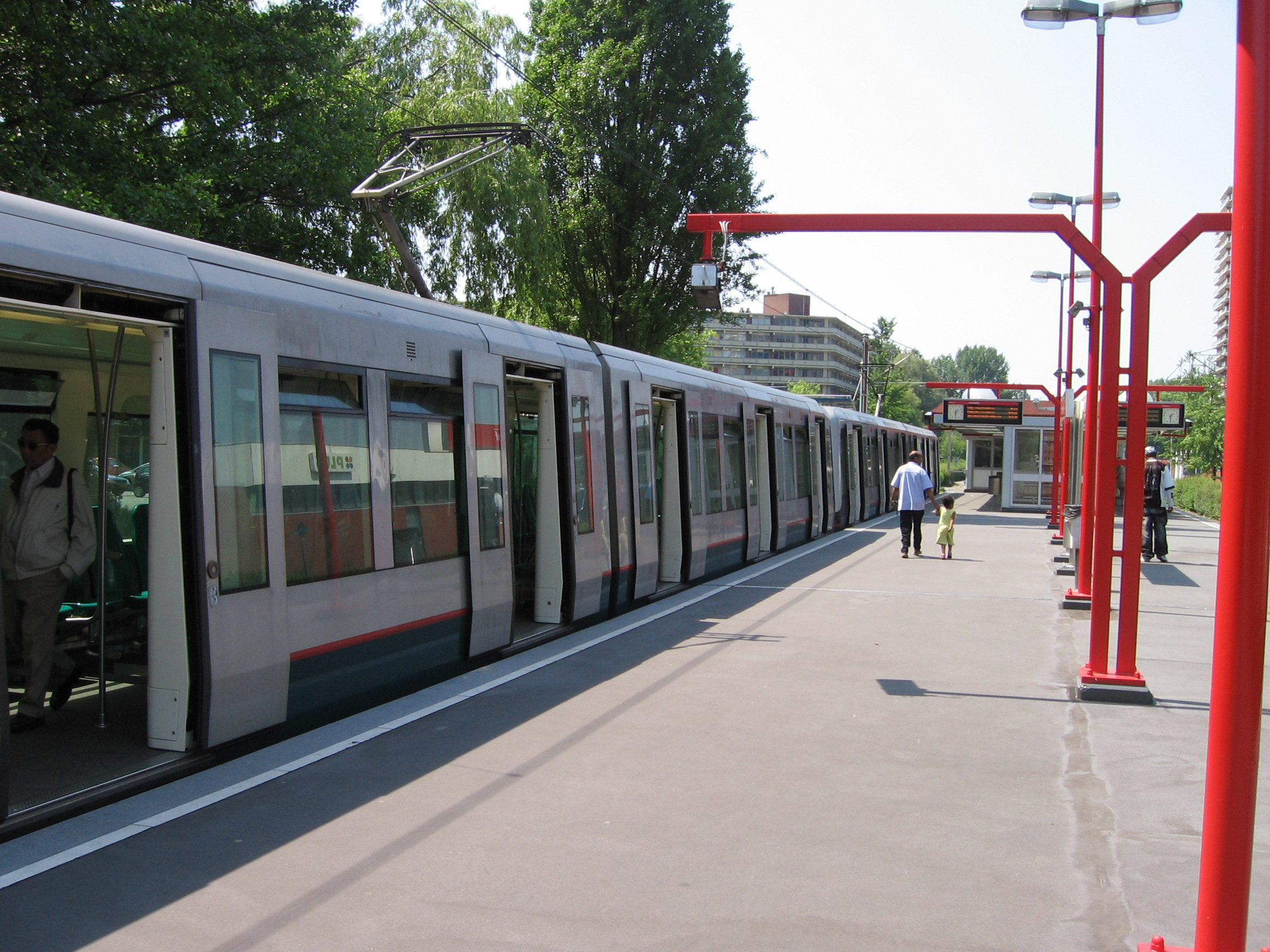
Perron 1 van de halte.
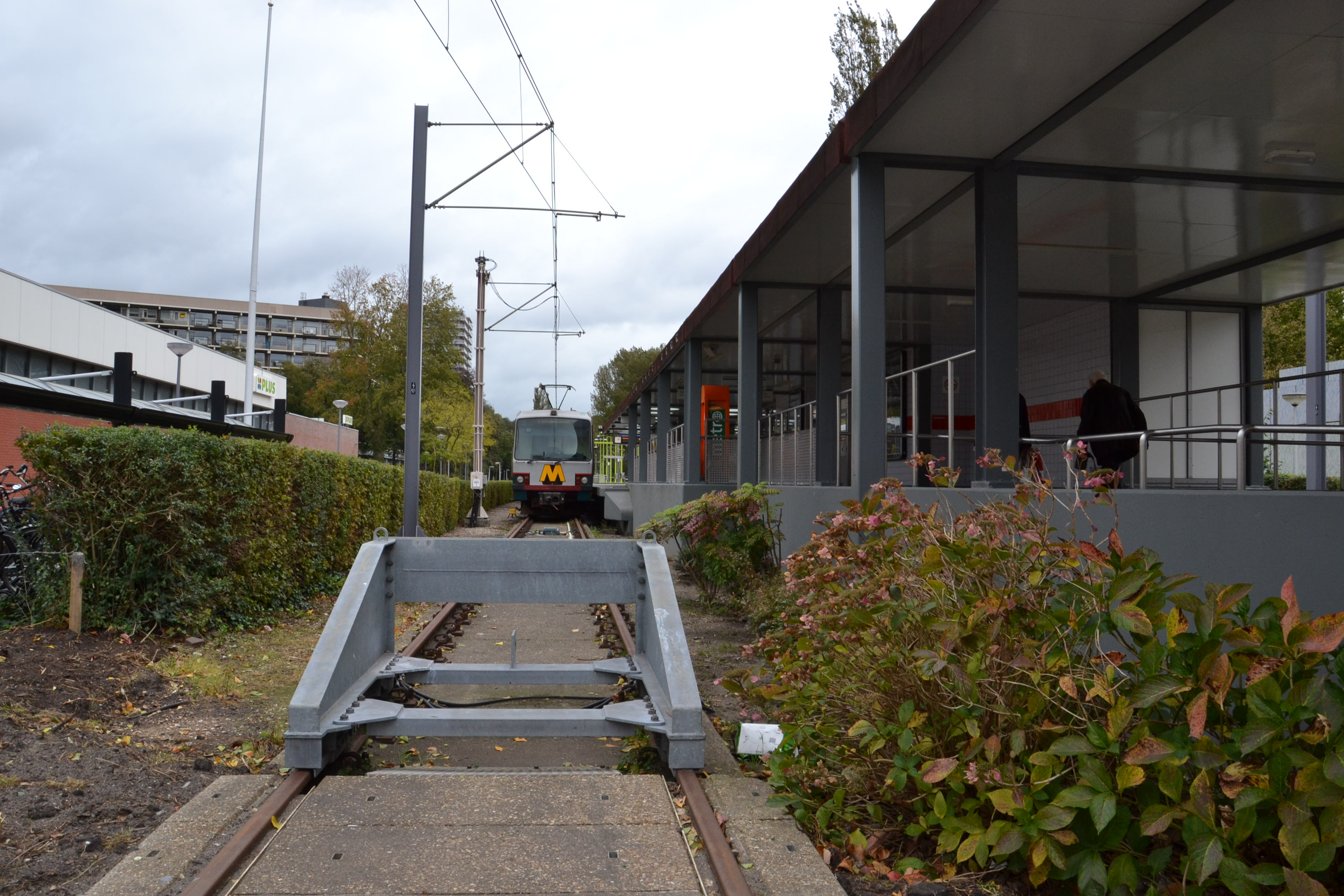
Eindpunt van de lijn, na verwijdering van de opstelsporen.

Binnenhof · Romeynshof · Graskruid · Alexander  · Oosterflank · Prinsenlaan · Schenkel · Capelsebrug · Kralingse Zoom · Voorschoterlaan · Gerdesiaweg · Oostplein · Blaak  · Beurs · Eendrachtsplein · Dijkzigt · Coolhaven · Delfshaven · Marconiplein · Schiedam Centrum 